# Megallium

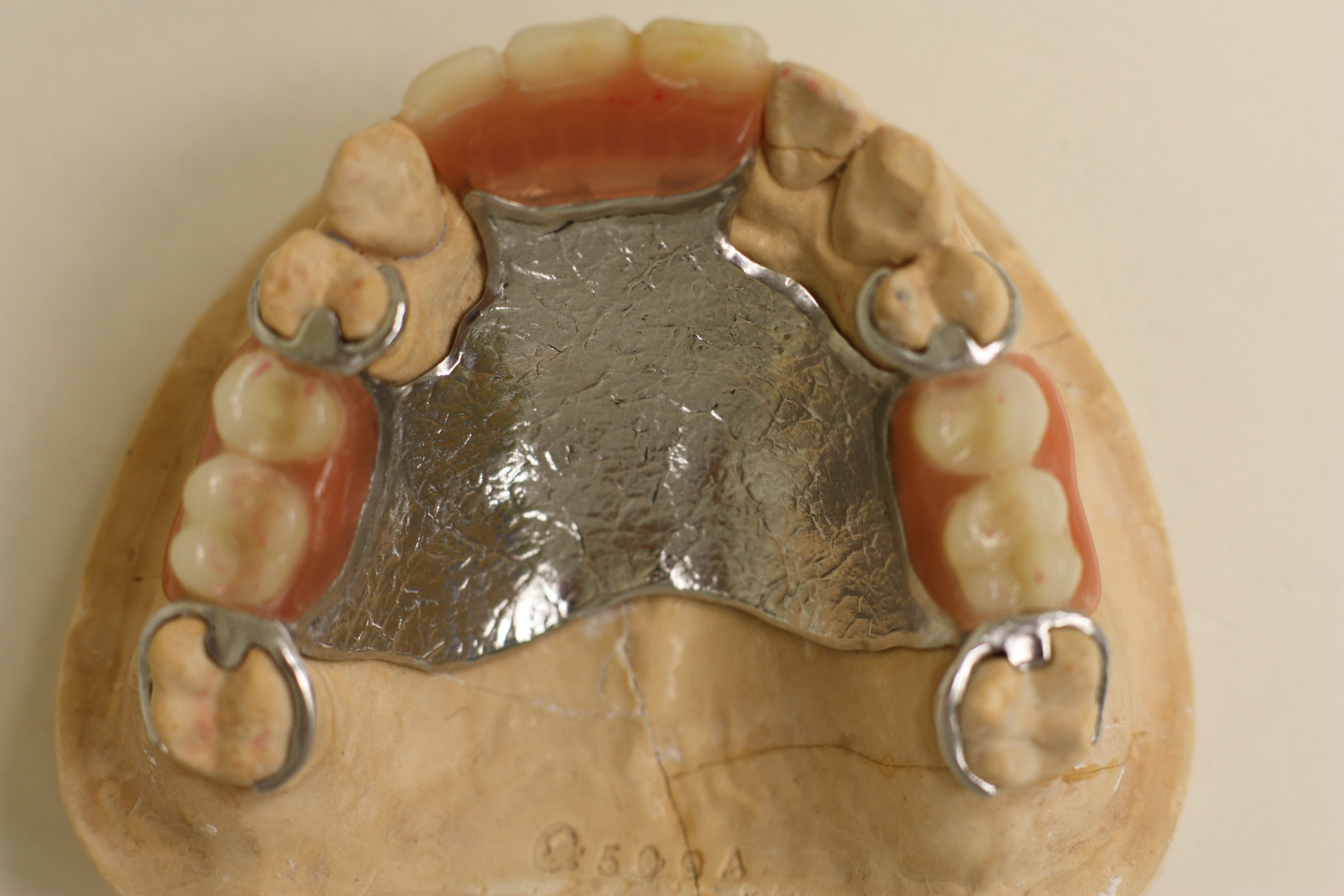
El Megallium s'empra per fabricar parts metàl·liques de les pròtesis dentals

Megallium és una marca comercial d'un aliatge que conté un 60% de cobalt (Co), un 20% de crom (Cr), i un 5% de molibdè (Mo), i traces d'altres elements químics. L'aliatge s'utilitza en odontologia degut al seu pes lleuger, resistència a la corrosió i per les seves propietats hipoalergèniques (sense níquel). El Megallium fou desenvolupat per John Leonard Attenborough pels Laboratoris Dentals Attenborough el 1951. S'utilitza per a la fabricació de pròtesis dentals.